# The Sims 2: Castaway
The Sims 2 Castaway este al treilea joc din seria The Sims Stories, dezvoltată de Maxis și EA Games pentru PC, PSP, DS, WII și PS2. Varianta pentru PC este considerată „laptop friendly”, pentru că nu are nevoie de o placă video avansată pentru a rula.

## Insula pustie
The Sims Castaway ne va lăsa pe o insulă pustie, alături de un grup de refugiați, unde va trebui să începem o viață nouă a-la Robinson Crusoe. Jucătorii vor trebui să adune materiale pentru a construi un adăpost, vor trebui să învețe care fructe sunt otrăvitoare și care nu, vor trebui să învețe să pescuiască și, nu în ultimul rând, să socializeze. Dacă jucătorii nu se vor înțelege sau nu vor găsi ceilalți oameni ajunși pe insulă, maimuțele vor fi companii plăcute care vor putea fi mituite cu banane sau antrenate pentru a culege materiale.
Explorarea insulei va avea un rol destul de important în Castaway. Pe lângă peisajele și locurile inedite, se pot descoperi indicii, mesaje și chiar cărți vechi care vă vor face viața pe insulă mult mai ușoară.
1. ↑  redump.org
2. 1 2 3  ESRB rating database, accesat în 24 februarie 2022